# فرودگاه گوریس
فرودگاه گوریس (ارمنی: Գորիսի օդանավակայան; انگلیسی: Goris Airport) یک فرودگاه همگانی است که یک باند فرود آسفالت دارد و طول باند آن ۱۹۹۸ متر است. فرودگاه گوریس در ارتفاع ۱۴۷۴ متری از سطح دریا واقع شده است. همچنین این فرودگاه تحت عنوان فرودگاه شینوهایر (ارمنی: Շինուհայր օդանավակայան; انگلیسی: Shinuhayr Airport) نیز شناخته می‌شود.
این فرودگاه در نزدیکی روستای شینوهایر در جنوب شهر گوریس کشور ارمنستان قرار دارد.
در سال ۱۹۹۱ با فروپاشی اتحاد شوروی فرودگاه گوریس نیز بسته شد با این حال قرار است با برنامه‌ریزی‌های دولت ارمنستان این فرودگاه در سال ۲۰۱۶ برای خدمات عمومی و خصوصی بازسازی و بازگشایی شود.